# 김동준 (1904년)
김동준(金東準, 1904년 ~ )은 대한민국의 정치인이다.

## 약력
- 충청남도 태안에서 태어났다.
- 도쿄 대학교 법정대 문학부를 졸업했다.
- 해방 후 대한민보 사장을 역임했다.
- 1948년 5월 10일 : 제헌 국회의원(충남 서산을)

## 역대 선거 결과
| 실시년도 | 선거   | 대수 | 직책     | 선거구         | 정당   | 득표수   | 득표율          | 순위 | 당락 | 비고 |
| -------- | ------ | ---- | -------- | -------------- | ------ | -------- | --------------- | ---- | ---- | ---- |
| 1948년   | 총선   | 1대  | 국회의원 | 충남 서산군 을 | 무소속 | 16,260표 | \| \| 42.85% \| | 1위  |      | 초선 |
|          | 42.85% |      |          |                |        |          |                 |      |      |      |

## 참고 자료
- 《대한민국 의정총람》, 국회의원총람발간위원회, 1994년
- 김동준 - 대한민국헌정회